# La Ville de vapeur
La Ville de vapeur (titre original : La ciudad de vapor) est un recueil de onze nouvelles de Carlos Ruiz Zafón publié en 2020 en Espagne puis traduit en français et paru en 2021.

## Contenu
- Blanca et l'Adieu, 2021 ((es) Blanca y el adiós, 2020)
- Sans nom, 2021 ((es) Sin nombre, 2020)
- Une demoiselle de Barcelone, 2021 ((es) Una señorita de Barcelona, 2020)
- Rose de feu, 2021 ((es) Rosa de fuego, 2012)
- Le Prince du Parnasse, 2021 ((es) El Príncipe de Parnaso, 2012)
- Conte de Noël, 2021 ((es) Leyenda de Navidad, 2003)
- Alicia, à l'aube, 2021 ((es) Alicia, al alba, 2008)
- Des hommes en gris, 2021 ((es) Hombres de gris, 2008)
- La Femme de vapeur, 2021 ((es) La mujer de vapor, 2008)
- Gaudí à Manhattan, 2021 ((es) Gaudí en Manhattan, 2002)
- Apocalypse en deux minutes, 2021 ((es) Apocalipsis en dos minutos, 2020)

## Résumés

### Blanca et l'Adieu
David Martín, huit ans, rencontre une jeune fille de dix ans nommée Blanca, et une très forte amitié se développe entre eux pendant huit mois, avant que Blanca ne disparaisse à jamais de la vie de David Martín.

### Sans nom
David raconte l'accouchement de sa mère à laquelle elle n'a pas survécu.

### Une demoiselle de Barcelone
Laia Sentís est la fille du photographe Eduardo Sentís. Ce dernier a loué les services de sa jeune fille pour qu'elle prenne la place de la défunte fille de Federico et Eulàlia Pons. Les années passant, Laia a développé ses prestations et permet, en se faisant passer pour des êtres perdus ou imaginés, à son père de vivre dans le luxe. Mais tout prend fin quand elle tombe enceinte, au grand dam de son père plus si prévenant...

### Rose de feu
Au début du XVe siècle, Edmond de Luna, parti de Barcelone pour l'Orient, y est devenu le plus grand créateur de labyrinthes. Il revient dans sa ville d'origine trente ans plus tard, à l'époque de l'Inquisition espagnole. Son carnet écrit en persan est traduit par le libraire Raimundo de Sempere pour l'inquisiteur Jorge de León. Cette traduction est l'évènement fondateur de la mystérieuse bibliothèque du Cimetière des livres oubliés.

### Le Prince du Parnasse
En 1616, Antoni de Sempere et Andreas Corelli, sis tous deux sur la muraille qui enferme la ville de Barcelone, regardent ensemble passer le cortège funèbre qui ramène le corps de Miguel de Cervantes Saavedra. Ils se rappellent l'arrivée de ce dernier, quarante-sept ans plus tôt.
Dans la deuxième moitié de l'année 1569, Miguel de Cervantes Saavedra et Francesca di Parma arrivent dans la ville de Barcelone. Ils sont guidés dès leur arrivée par Sancho Fermín de la Torre, qu'ils viennent de rencontrer, chez le faiseur de livres, Antoni de Sempere. Cervantes leur raconte comment il a fait la rencontre de Francesca et pourquoi il a fui Madrid avec elle jusqu'à Barcelone.
Dans la première moitié de l'année 1569, Cervantes croise le chemin de la très jeune et très belle Francesca, sur le point de se marier avec l'un des plus célèbres artistes de la ville, le vieux peintre Anselmo Giordano. Six mois après leur mariage, un directeur de théâtre conseille à Cervantes de rencontrer un ami à lui, éditeur, nommé Andreas Corelli. Ce dernier lui propose un pacte : il écrira un chef-d’œuvre mais en échange, il devra perdre ce qu'il aime le plus. Cervantes accepte et Corelli lui dévoile un moyen pour s'introduire chez Anselmo Giordano. Il s'y rend, rencontre le peintre devenu fou puis Francesca, avec qui il quitte la demeure qui bientôt est ravagée par les flammes. Ils fuient à cheval vers Barcelone. Pendant le voyage, Francesca dépérit de jour en jour tandis que Cervantes écrit chaque nuit un manuscrit intitulé Poète aux enfers.
Peu après que Cervantes ait raconté son histoire à Antoni de Sempere et Sancho Fermín de la Torre, Francesca décède. L'imprimeur, dont la famille possède une petite parcelle, offre à Cervantes de donner une sépulture à la jeune fille dans cet humble cimetière où, aux pires temps de l'Inquisition, la famille Sempere avait sauvé des livres du bûcher en les cachant dans des cercueils qu’elle avait enterrés dans un simulacre de cimetière, sanctuaire de livres. L'écrivain accepte et, le lendemain de l'enterrement, quitte Barcelone.
En 1610, Cervantes revient à Barcelone, désormais reconnu comme un écrivain célèbre. Il rencontre une nouvelle fois Andreas Corelli, qui lui propose à nouveau un marché. Il quitte la ville peu après.

### Conte de Noël
À Barcelone, chaque soir de Noël, l'homme le plus riche de la ville, l'avocat Eveli Escrutx invite un Barcelonais à le rejoindre en haut de sa tour pour le réveillon. Il lui offre un dîner exquis arrosé de vins exceptionnels. À minuit, Escrutx sert deux verres d'absinthe et il convie son invité à une partie d'échecs. L'avocat s’engage à lui céder toute sa fortune et ses propriétés dans le cas où il gagne, mais il doit signer un contrat selon lequel l'avocat devient l'unique propriétaire et le bourreau de son âme immortelle s'il perd.

### Alicia, à l'aube
À la Noël de 1938, à Barcelone, un gamin de treize ans est envoyé par son employeur suivre une potentielle cliente qui souhaite vendre un collier de perles et de saphirs. Arrivé chez elle, la cliente lui dévoile son nom, Alicia, et s'occupe de lui toute la soirée. Il s'endort en l'écoutant lui lire un livre mais à son réveil, il dérobe le collier et s'enfuit en courant. Plus tard dans la journée, pris de remords, il retourne à la maison d'Alicia mais la découvre morte sur le sol, tenant dans ses mains le livre qu'elle lui lisait la veille au soir. L'enfant dépose alors le collier sur la poitrine d'Alicia et s'enfuit à nouveau.

### Des hommes en gris
Roberto Sanabria est un tueur à gages au service du gouvernement espagnol. En 1913, il git blessé par deux balles dans le ventre dans une ruelle de Barcelone quand il est découvert par un gamin qui l'aide alors à se rendre dans un appartement où on lui prodigue des secours. Une fois remis, le tueur prend l'enfant sous son aile et devient son mentor, le formant au seul métier qu'il connaît. Ils œuvrent tous deux dans Barcelone jusqu'en 1936, année où Roberto Sanabria décide qu'ils doivent migrer à Madrid.
En 1942, le disciple devenu meilleur que son mentor se voit attribuer sa plus dure des missions : tuer Roberto Sanabria qui est retourné à Barcelone et s'est lancé dans une cabale contre ses anciens employeurs.

### La Femme de vapeur
Un ancien détenu trouve un appartement dans un immeuble délabré depuis un bombardement. Il y fait la rencontre des anciens habitants, tous tués lors du funeste lâcher de bombe.

### Gaudí à Manhattan
En 1908, un étudiant en architecture, fraichement arrivé à Barcelone, se voit proposer par son tuteur de jouer le rôle de traducteur espagnol anglais et vice-versa pour son idole, Antoni Gaudí, qui doit se rendre à New York en bateau pour y rencontrer un magnat qui veut lui confier la construction d'un gratte-ciel au cœur de l'île de Manhattan.
Le voyage est fort plaisant pour les deux hommes mais une fois sur place, le jeune étudiant découvre que le magnat n'est pas du tout ce qu'il est censé être...

### Apocalypse en deux minutes
Au moment de la fin du monde, une ange déchue rencontre un homme et, après avoir vérifié qu'il n'avait jamais travaillé dans la finance, lui accorde trois vœux avant le Big Bang.

## Éditions
- La ciudad de vapor, Planeta, 17 novembre 2020, 224 p.  (ISBN 978-84-08-23500-2)
- La Ville de vapeur, Actes Sud, coll. « Lettres hispaniques », 18 novembre 2021, trad. Marie-Christine Vila, 192 p.  (ISBN 978-2-330-15611-4)
- La Ville de vapeur, Actes Sud, coll. « Babel » no 1884, 7 juin 2023, trad. Marie-Christine Vila, 192 p.  (ISBN 978-2-330-17906-9)